# Шастунов, Иван Дмитриевич Большой
Не путать с Иваном Дмитриевичем Кнут-Шастуновым.
Князь Иван Дмитриевич Шастунов по прозванию Большой (ум. после 1582) — сын боярский, голова, дворянин московский и воевода во времена правления Ивана IV Васильевича Грозного.
Из княжеского рода Шастуновы. Старший из трёх сыновей воеводы князя Дмитрия Семёновича Шастунова (ум. 1563). Рюрикович в XXII колене. Имел братьев, князей: Ивана Меньшого и Фёдора Дмитриевича.

## Биография
В январе 1560 года князь Иван Дмитриевич Шастунов ходил третьим головой в большим полку у воеводы князя Ивана Фёдоровича Мстиславского из Пскова «к городу к Алысту и иным порубежним городом».
В июне 1579 года упоминается в свите царя «у знамени» во время похода Ивана Грозного «на своё государево дело и земское на немецкую на Ливонскую землю». В 1580 году был послан в Волоколамск в полку левой руки вторым воеводой. Тогда же заместничал с князьями Василием Петровичем Турениным и Романом Васильевичем Охлябининым.
13 июля 1581 года «по литовским вестем, что послал король Стефан Баторий заставу на Вороночь, послал государь воевод Вороничю помогати». И. Д. Шастунов был назначен вторым воеводой большого полка.
В 1582 году «по трубчевским вестем, как литовские люди Трубчевск сожгли, послан з берегу в прибавку воевода князь Иван княж Дмитреев сын Шестунов, а велено ему бить за городом».

## Критика
Оставил единственного сына — князя Владимира, но возможно, что это сын Ивана Дмитриевича Меньшого, в 1579 году послан царём к Путивлю, в 1598 году голова в государевом стане у огней, в 1601 году на службе в Москве, в 1602 году воевода в Гранском. В историографии смешаны службы князей Иванов Дмитриевичей Шастуновых по прозванию Большой и Кнут.